# 上渡法蒂玛圣女堂
上渡法蒂玛圣女堂位于福建省福州市仓山区上渡竹榄里李厝山。该堂建于1947年，是民国时期福州惟一由当地教友兴建的天主堂。该堂奉法蒂玛圣女为主保，是一幢木结构建筑，堂内面积355平方米，可容五六百人。堂区总面积为817.3平方米。传教范围划在上渡、尤溪洲、洋洽一带。信徒绝大部分是水上的船民。1966年文化大革命开始，上渡街道占用了该堂，后来又转给福州市第五塑料厂。1994年10月，天主教会收回教堂自用。